# Emmanuel Kasarhérou
Emmanuel Kasarhérou, né à Nouméa, est président du musée du Quai Branly - Jacques-Chirac depuis le 27 mai 2021. Il est aussi un ancien conservateur du patrimoine kanak. 

## Biographie
Emmanuel Kasarhérou est né le 16 juillet 1960 à Nouméa. Son père, Hyppolyte Kararhérou, est un tailleur kanak, et sa mère, Jacqueline de La Fontinelle, est une grande linguiste, enseignante à l'INALCO, experte en langues océaniennes,. Par sa mère, il est aussi le petit-fils du peintre animalier Jean de La Fontinelle et descendant du peintre naturaliste de l'école de Barbizon François Auguste Ortmans (1826-1884).
Il étudie auprès de José Garanger, et rencontre ce faisant Roger Boulay, conservateur au musée des arts d’Afrique et d’Océanie au palais de la Porte dorée. Emmanuel Kasarhérou est nommé à 25 ans, en 1985, directeur du musée de Nouvelle-Calédonie,. Avec Roger Boulay, il conçoit l’exposition « De jade et de nacre, Patrimoine culturel kanak » en 1990, qui est présentée à Nouméa puis à Paris.
Il prend ensuite en 1998 la tête du musée du centre Tjibaou, nouvellement inauguré à Nouméa, comme directeur culturel de l’Agence de développement de la culture kanak (ADCK), dont il devient directeur général en 2006. En 2011, Emmanuel Kasarhérou rejoint le musée du quai Branly en tant que chargé de mission pour l’Outremer. Il y contribue à l’inventaire du patrimoine kanak dispersé.
En 2013, il est commissaire (avec Roger Boulay) de l’exposition « Kanak, l’art est une parole », qui se tient au musée du quai Branly en 2013, avant d’être également présentée à Nouméa. L’exposition est considérée comme la plus importante consacrée à la culture kanak ; sa réception est plutôt bonne, et le catalogue qui en est issu est considéré comme « une référence indispensable ». 
L’année suivante, il devient adjoint du directeur du patrimoine et responsable de la coordination scientifique des collections. En 2016, il est élu président de la Société des océanistes. 
En 2020, il est nommé en conseil des ministres à la présidence du musée du quai Branly, succédant ainsi à Stéphane Martin, président jusqu’à fin 2019, et Jérôme Bastianelli, qui assurait l’intérim. Il est ainsi le premier kanak à la direction d’un musée de grande envergure en métropole.

## Décorations
- Chevalier de l'ordre national du Mérite (2011)
- Commandeur de l'ordre des Arts et des Lettres (2022)[13]
- Médaille d'honneur de l'engagement ultramarin, échelon or (2023)[14]

## Publication
- Emmanuel Kasarhérou, Béalo Wedoye, Roger Boulay et Claire Merleau-Ponty, Guide des plantes du chemin kanak, Nouméa, Agence de développement de la culture kanak, 1998, 77 p. (ISBN 9782909407760)